# 엄폐

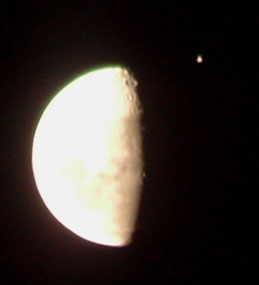
목성(오른쪽)이 달에 의해 엄폐되기 몇 분 전의 모습-2005년도.

엄폐(掩蔽, occultation)는 천문학 관련 역설에서 한 천체가 다른 천체에 의해 가리어지는 현상을 의미한다. 통과(transit)와 비슷하나, 엄폐는 가까운 천체가 멀리 있는 천체보다 크게 보여서 가까이 있는 천체가 멀리 있는 천체를 완전히 가릴 때를 의미하며, 통과(transit)는 멀리 있는 천체가 가까이 있는 천체보다 크게 보여서 가까이 있는 천체가 멀리 있는 천체의 면을 지나가는 때에 사용된다.
중국에서는 엄폐를 엄성(掩星), 일본에서는 보통 성식(星食)이라고 부른다.
행성간 엄폐는 상당히 희귀한 현상으로 BCE5000년부터 CE10000년사이 15000년간 불과 471회만 일어난다.
그 중 가장 빈번한 것은 금성과 목성간 엄폐로 평균 174년당 1회씩 일어나며 다음이 금성과 토성간 엄폐로 평균 273년마다 1번씩 일어난다.
가장 최근의 행성간 엄폐는 1818.1.3의 금성과 목성간 엄폐였고 미래에 일어날 가장 가까운 엄폐는 2065.11.22의 금성과 목성간 엄폐이다.
달에 의한 행성의 엄폐는 매우 빈번하게 일어나는 편으로, 연평균 14.8회의 엄폐가 일어난다.
이중 가장 빈번한 것은 수성으로 연평균 2.2회이며, 최소는 금성으로 연평균 2.0회이다.
1년간 일어나는 엄폐수는 최소 1회(CE 4194년), 최대 51회(CE 1146년)까지 편차가 크다.

## 다중 행성 통과 및 엄폐 현상

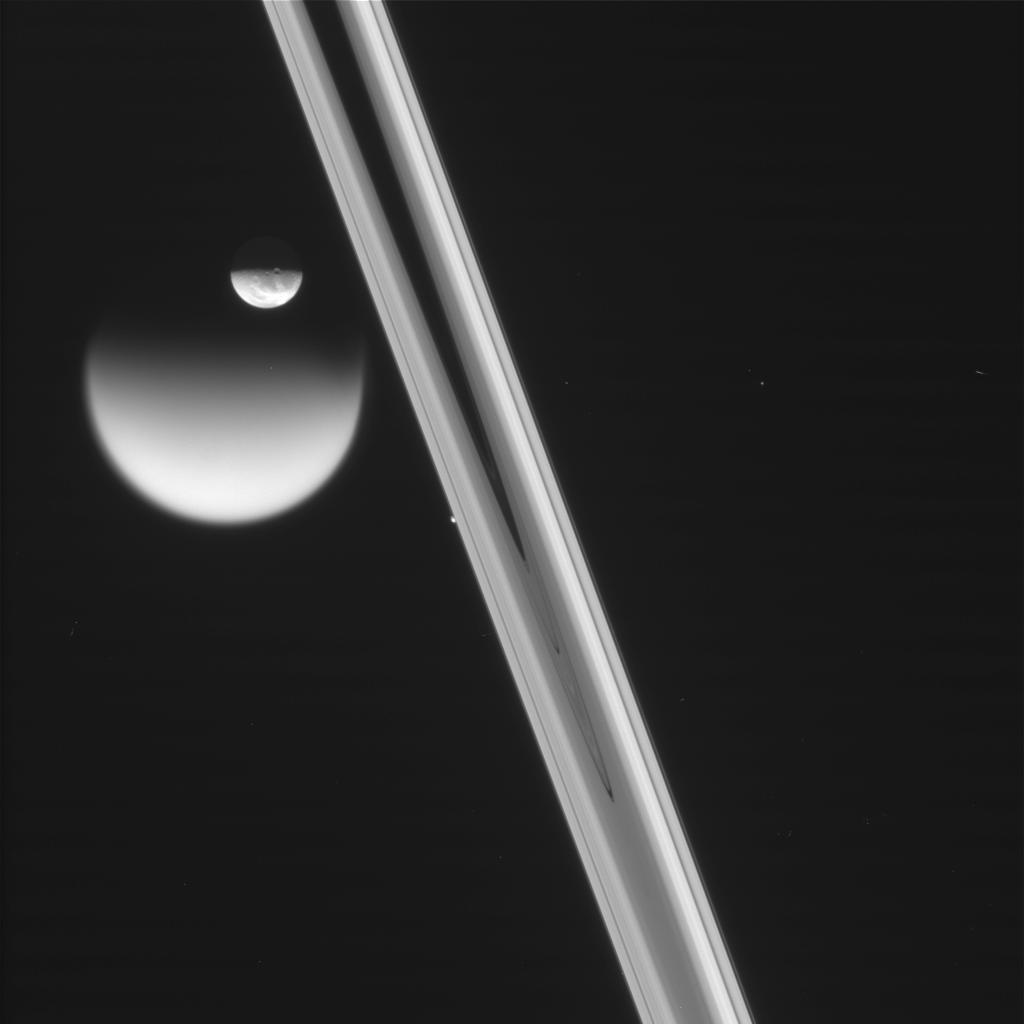
디오네가 타이탄 앞을 지나가는 순간을 카시니 호가 찍은 것. 프로메테우스가 토성의 고리에 가려 있는 모습도 함께 보인다.

매우 희박하기는 하나, 때로 한 행성이 다른 행성을 가리기도 한다. 지구에서 바라보았을 때를 기준으로 이런 현상은 오는 2065년 11월 22일 UTC 기준 12시 43분에 일어나는데, 금성(시지름 10.6초)이 외합 위치 근처에서 훨씬 뒤에 있는 목성 원반(시지름 30.9초) 위를 지나갈 것이다. 그러나 이 현상은 태양 서쪽으로 8도밖에 안 떨어진 곳에서 발생하기 때문에, 관측 장비를 사용하지 않고 맨눈으로 볼 수는 없다. 만약 가까이 있는 천체가 멀리 있는 천체보다 눈에 더 크게 보여서 뒤의 천체를 완전히 덮을 경우, 이는 통과가 아니라 엄폐 현상이 된다. 앞의 사례에서 금성은 목성 원반 위를 지나가기 전에 UTC 11시 24분 목성 위성 가니메데를 가릴 것이다. 지구상에서의 시차로 인해 수 분 정도의 오차는 발생할 수 있다.
서기 1700년에서 2200년 사이 지구에서 18번에 걸쳐 행성들 간의 통과 및 엄폐가 발생했고, 발생할 것이다. 특이한 점은, 1818년부터 2065년 사이에는 긴 공백기가 있다는 것이다.
- 1702년 9월 19일 : 목성이 해왕성을 가렸다.
- 1705년 7월 20일 : 수성이 목성 위를 지나갔다.
- 1708년 10월 4일 : 수성이 목성 위를 지나갔다.
- 1737년 5월 28일 : 금성이 수성을 가렸다.
- 1771년 8월 29일 : 금성이 토성 위를 지나갔다.
- 1793년 7월 21일 : 수성이 천왕성 위를 지나갔다.
- 1808년 12월 9일 : 수성이 토성 위를 지나갔다.
- 1818년 1월 3일 : 금성이 목성 위를 지나갔다.
- 2065년 11월 22일 : 금성이 목성 위를 지나간다.
- 2067년 7월 15일 : 수성이 해왕성을 가린다.
- 2079년 8월 11일 : 수성이 화성을 가린다.
- 2088년 10월 27일 : 수성이 목성 위를 지나간다.
- 2094년 4월 7일 : 수성이 목성 위를 지나간다.
- 2104년 8월 21일 : 금성이 해왕성을 가린다.
- 2123년 9월 14일 : 금성이 목성 위를 지나간다.
- 2126년 7월 29일 : 수성이 화성을 가린다.
- 2133년 12월 3일 : 금성이 수성을 가린다.

1737년 금성의 엄폐 현상은 그리니치 천문대에서 존 베비스가 관측했는데, 이는 행성 엄폐 현상을 상세히 기록한 유일한 사례였다. 1170년 12월 12일 화성이 목성 원반 위로 지나가는 통과 현상이 일어났는데, 이를 캔터베리 수도사 게르베이스가 관측했다. 같은 시각 중국 천문학자들도 이 현상을 기록으로 남겼다.
- 2022년 11월 29일 : 화성에서 볼 때 지구가 수성을 가린다.

## 같이 보기
- 통과 (천문학)
- 합 (천문학)
- 소행성체 목록
- 반지름순 태양계 천체 목록
- 일식
- 합충
- 수성 일면통과
- 금성 일면통과